# 日本ボクシングコミッション
一般財団法人日本ボクシングコミッション（にほんボクシングコミッション、英：Japan Boxing Commission、JBC）は、日本においてプロボクシング競技を統轄する機関。1952年4月21日に設立された。世界ボクシング協会（WBA）・世界ボクシング評議会（WBC）・国際ボクシング連盟（IBF）・世界ボクシング機構（WBO）・東洋太平洋ボクシング連盟（OPBF）に加盟している。

## 歴史

### 設立以前
1935年までには、田邊宗英を会長とする帝国拳闘協会が設立された。戦前には、「拳闘保護法案」が企画されたり、ボクシングに関する法律を法制化しようという動きがあった。これらは実現しなかった。
その後、1952年に日本ボクシングコミッション（JBC）が設立するまで、ジムの経営者の集まりによって日本のプロボクシングは管理されることになった。1951年5月に、当時世界フライ級王者だったダド・マリノ（アメリカ）が来日し、白井義男（日本）と対戦。試合はマリノが10R2-1の判定勝ちをおさめたが、白井の健闘ぶりに世界王座挑戦が具体化し、コミッション設立が企画されるようになった。そして、当時あった全日本ボクシング協会で協議が重ねられ、当時後楽園スタヂアム（現・東京ドーム）社長だった田邊宗英がコミッショナーとして、諮問委員には当時後楽園スタヂアム副社長だった真鍋八千代、当時衆議院議員だった喜多壯一郎の二人が推薦された。推戴式の前に内々に田邊に話は通し、推戴式が開催された。

### 設立後
1952年4月21日に、「コミッショナー制」という世界のプロボクシング興行における原則に従い、日本におけるプロボクシング統括機構として設立された。同日東京会館別館において、「日本ボクシングコミッショナー推戴式」が行われ、当時の東日本ボクシング協会の理事長であった本田明が田邊宗英
をコミッショナーに推薦した。
1956年3月、浅草公会堂の試合を最後にJBCに無届の草試合が禁止されると、事実上の「1国1コミッション制」が形成され、後にJBCルールの「宣言」（現在は「前文」）に「（財団法人）日本ボクシングコミッション（JBC）は昭和27年（1952年）4月21日、日本プロボクシング協会の推載により日本で行われる全てのプロ・ボクシングを統轄するために1国1コミッションの方針のもとに設立された」などと盛り込まれるようになっていった。
1978年に財団法人化（文部科学省所管）。
1954年1月7日付で全米ボクシング協会(NBA) （後の世界ボクシング協会(WBA) ）に加盟。
1963年に世界ボクシング評議会(WBC)に、東洋ボクシング連盟(OBF)を通じて加盟。1966年9月27日にWBC世界ランキングを非公認とするものの、1970年ジョニー・ファメション対ファイティング原田の第2戦に際して、WBC世界ランキングを公認した。
2013年にIBF・WBOにそれぞれ加盟。
2013年7月1日付で一般財団法人へ移管される。
2014年5月15日付で本部事務局を長らく入居していたビルから後楽園ホールビルへ移転した。
2022年3月31日、財政難により解散を発表するが、同年5月30日に法人継続の決議がなされた。

### 職員をめぐる騒動
2005年、『FLASH』2月8日号に掲載されたJBC中部事務局・A級レフェリーの告発により、中部事務局長・舟橋幸男が試合裁定の不正行為を行っていたのではないかという疑いが発覚した。JBCは調査結果からは不正事実を確認できなかったとしながらも、信頼を損ねたとの判断から舟橋を無期限職務権限停止にした。
2011年、怪文書を発端に安河内剛事務局長の不正経理疑惑が浮上。それを受けて、5月16日に緊急理事会を開いて5月10日より1ヶ月の休職と斎藤慎一専務理事の代行、調査委員会の設置を決めた。5月31日にはJBC職員4名が内部告発を行った。6月10日、調査委員会より不正が見つかっていないと報告されたため、安河内を事務局長代行の補佐として復職させるをことを決めた。その後、森田健理事が事務局長代行に就任するが、安河内の復職への反発が強く収拾が付かないため、森田はJBCに辞表を提出しJBCに代わる暫定的な新管理団体設立を表明した。辞表は27日に提出されたものの、JBCはこれを拒否。その後、28日の理事会で、森田の事務局長就任と、安河内の事務局員、斎藤の理事へそれぞれ降格処分が下された。しかし、混乱は収束せず、その後結局安河内元事務局長はJBCから残った肩書の事務局員を解任され事実上JBCから追放されることになった。安河内はJBCに対して民事訴訟を起こし勝訴が確定（※一審より安河内が勝訴。JBCの控訴上告はいずれも棄却）している（※処分撤回、地位保全、慰謝料50万が認められた）。
2022年3月31日に行われた理事会で正味財産が2期連続で300万円を割り、法人法で定められた法人継続の条件を満たせなくなったため解散することを発表。理由にコロナ禍などの影響で、2021年度末時点で正味財産がマイナス約5千万円と事実上の債務超過になったこと、後述の亀田裁判の賠償を挙げている。ただし亀田側の弁護士でもある北村晴男は「コロナ禍以前から違法行為を続けていたこと」とこの理由を否定している。JBC側は今後、名前を残しながら清算法人として再建・再出発を目指すとしている。また同年3月14日には「一般社団法人JBC」が永田有平（一般財団法人JBC理事長）により設立された。
同年5月30日、支援企業からの寄付をもって純資産額が300万円以上に復したとして、一般財団法人JBCが一転して法人継続の決議を行う（6月2日に公表）。あわせて理事長を永田から萩原実（株式会社東京ドーム顧問）に代え、これを機にガバナンス強化を図るとしている。
2025年、JBC事務局の男性職員5人が、職場のタイムカードを不正に操作し、休日出勤手当を水増しして受け取っていたことが、一部報道で判明。不正は少なくとも2020年以前から行われている模様で、不正に支給された手当は数百万円に及ぶとされている。JBCは全容把握に努めており、懲戒解雇を含めた処分を検討している。

### 歴代コミッショナー
- 初代：田邊宗英（1952年 - 1957年）
- 2代目：真鍋八千代（1957年 - 1975年）
- 代行：寿原正一（1957年）
- 3代目：丹羽春夫（1975年 - 1980年）
- 4代目：保坂誠（1980年 - 1996年）
- 5代目：林有厚（1996年 - 2015年）
- 6代目：久代信次（2015年 - 2016年）
- 7代目：長岡勤（2016年 - 2022年）
- 8代目：萩原実（2023年 - 現在）

設立以降、東京ドーム（※当時の名称は『後楽園スタヂアム』）の社長（就任時）が兼務するのが慣例になっていたが、8代目の萩原は2022年の新体制発足時に同社顧問から理事長となり、年明けて正式にコミッショナーに就任した。
初代・田邊は親分肌。2代目・真鍋は法律家で、田邊の意向を受け継ぎ、ルール改正に積極的に取り組んだ。3代目・丹羽は会計検査院出身で政治力や度胸があり、WBA総会に出席した最初のコミッショナーである。4代目の保坂は実業家・経済人で経団連の役員も務めた。5代目の林は営業畑で緻密。温厚な人柄であった。

### 歴代本部事務局長
- 初代：菊池弘泰
- 2代目：中里光三郎
- 3代目：小島茂
- 4代目：安河内剛
- 5代目：浦谷信彰

本部事務局長は、JBCの最高責任者であるコミッショナーに代わって第一線で指揮官役を務める。
初代・菊池は、学生時代、明治大学柔道部で活躍。この時、早稲田大学柔道部の田邊宗英と知り合う。田邊が社主を務める新橋の国報新聞社では菊池が編集局長を務めた。田邊は菊池の明晰な頭脳と度胸を買い、自らが初代コミッショナーに就任する際、同時に菊池を事務局長に迎え、菊池は東京・港区芝田村町にコミッショナー事務局を置いた。菊池は強靭な精神力を持ち、契約、健康管理の書類を完備するなど事務能力に長けており、契約書をファイリングし、選手の戦績表や健康カードをナンバー制にして後のデジタルデータ化の礎石を築いた。「公報」に具体的な試合経過などを盛り込み、カラー写真を掲載するなどして充実させ、業界関係者やマスメディアにも販売した。また、調停が得意で、利害の対立から関係業者の攻撃を受けても決して相手を憎まず、一度友好関係を結んだ相手を裏切ることは絶対にしなかった。
3代目・小島は弁護士を志し、片山哲の秘書を10年務め、片山引退後に元弁護士会議長で後楽園スタヂアム社長の真鍋八千代と知り合うが、この時真鍋が2代目コミッショナーであったことから1964年にJBC事務局に入り、堅実な実務家ぶりを発揮した。初代事務局長の菊池からは「コミッションは政治だ。［略］頭を働かせて、ボクサーの権利を守ってやる、ボクサーをかばってやるのがJBCの仕事なんだ」「この業界はトラブルが多すぎる。オレは“柳に風”で、たとえ、後ろからバッサリ切られても生き残る力がある。お前はオレみたいに迫力はないけれど、知恵という武器を持っている。法律でケンカすれば勝てる。鬼に金棒だよ。お前らの新しい時代は、米国スタイルでルールが盾だ」と言われたという。小島はWBAの副会長、WBCの終身実行委員を務め、スーパーバイザーとして多くの世界戦に立ち会い、日本プロボクシング界のステイタス向上に貢献。1991年9月にはWBCの功労賞を受賞した。小島は「コミッションも欠落していることがいろいろあります。海外との連絡、応対などで人材が必要とされ、お金もかかるし……。米国のように政府の管理下にあって、お役人だとやることははっきりするのですが、日本の場合はそうはいかない。」と考えながらも、米国ルールを基に世界共通のルールを目指し、選手の安全管理のために前日計量を徹底し、1980年にはすべての選手にCTスキャンを義務付け、1998年にスタンディング・カウントを廃止した。（JBCの安全管理についてはリング禍#日本での対策を参照。）
4代目・安河内は小島から抜擢され、2006年の就任以来、辣腕をふるった。安河内の経歴等については日本ボクシングコミッション事件#安河内剛の経歴と従前の評価および日本ボクシングコミッション事件#日米コミッションの仕組みの違いを参照。

## 業務
上述の原則に則り、日本プロボクシング界の最高統括機関として主に以下の業務を遂行している。なお本項ではWBA、WBC、IBF、WBOを総称として「主要4団体」とする。

### 試合認定
日本各地のジムが主催し、後楽園ホールなどで日々開催されているプロボクシングの試合を正式なものと認定し、勝敗の結果やそれに伴う選手のランキング移動などを認定する。JBCの権限は日本国内で開催される全てのプロボクシング試合に及び、主要4団体が認定する世界タイトルマッチも同様である（主要4団体が認定しているのにJBCが認定しないということは有り得ないが）。
すなわちJBCの認定なくしては日本で「プロボクシング」のあらゆる試合は成立しない、とJBCは主張しているがルール第1条「日本ボクシングコミッション・コミッショナーは（財）日本ボクシングコミッション（以下JAPAN BOXING COMMISSION=JBC）管轄下で行われる日本での全てのプロフェッショナル・ボクシング（以下プロボクシング）試合公式試合場におけるスパーリング及び慈善試合を含む）を指揮及び監督する権能を有する。」の「JBC管轄下で行われる」の文言は1997年日本IBF活動再開時に私的独占の禁止及び公正取引の確保に関する法律（独占禁止法）違反の回避に盛り込まれた（そのためか、特に外国人選手のライセンスとビザの管理には厳しく、JBC招聘禁止選手・JBCルール第8章39条に当てはまる選手や観光ビザでの来日選手の試合出場を厳禁としており、さらに来日選手の招聘には現地コミッションの押印がある戦績証明書と試合許可証、招聘者全員分のパスポートのコピー、プロモーターの招聘理由書と招聘保証書、試合契約書、外国人選手出場申請書の7つの書類をJBCに提出しなければならない他、他の格闘技の出場履歴、複数のリングネームの使用歴の有無、開頭手術の有無なども申告しなければならない（外国人ボクサーの招聘をご担当する皆様へ）。観光ビザで来日するなどの事案が発覚した際には、そのプロモーターなどに対しライセンス停止などの厳罰を以って臨んでいる。過去に処分された例が複数件あり）。
JBCが公認する国際タイトルは主要4団体が認定する世界王座（正当性のない暫定王座については非公認）及びWBCユース世界王座、それにOPBFが認定する東洋太平洋王座、そしてWBOが認定するアジア太平洋王座（2017年8月より）である。それら以外のタイトルについてはいかなる場合でも国内ではタイトルマッチを許可せず、海外でも試合こそ審査の上で認可するものの奪取した場合もJBCは公認せず、場合によっては返上を促し何らかの処分を与える。

### 日本ランキングの認定
日本における唯一公式のランキングをミニマム級からヘビー級までの17階級において認定している（2009年までスーパーミドル級以上は、日本では選手が少ないことを主な理由に認定しておらず、2013年9月現在でもライトヘビー級とクルーザー級は空位）。原則として1勝以上を挙げたA級ボクサーを対象に日々開催される試合結果を元に月に1度JBC、日本プロボクシング協会、専門誌記者、新聞社ボクシング担当記者らによるランキング委員会を開き更新される。タイトルの移動はもちろん、ランキング入りか否かや勝敗の結果に伴うランキングの上下の認定もJBCが行う。日本ランキングは2013年10月度発表より2018年3月度までは各階級15位までだったが、2018年4月度より大幅に拡大され、12位以内にランク入りした選手に対して日本王座挑戦権が与えられる。
女子の公式なランキングは長らく存在せず、東日本ボクシング協会が制定する「G Legendランキング」がその代わりとして機能していたが、2017年に「日本女子育成ランキング」が新設された。ただし、クラス問わず1勝以上を挙げた女子選手（B級プロテスト合格者は即ランク入り）を対象とし、6回戦1勝以上を挙げた選手に対して日本女子王座挑戦権が与えられる。
一方、2017年より東日本協会が創設した日本ユース王座（6回戦1勝以上の24歳以下対象）については2018年9月より公認されており、王者は日本ランキング13位以下の対象にされている。
2019年3月、OPBF加盟国の選手も日本王座に挑戦可能になったと発表した。原則としてOPBFランカーが条件であり、日本を出国した時点で資格を失い王座は空位となる。このルールは2015年までにも運用されていたが、適用例はなかった。だが、日本女子王座及び日本ヘビー級王座の活性化を狙いとして復活させることになった。
なお『ボクシング・マガジン』などが独自に認定している日本ランキング（同誌ランキングの場合「B級ランキング」と呼ばれる）は全て公式のものではない。
その他、JBCルールブック第5章第25条にある、原則8回戦の地区王者（東日本、北日本、中日本、西日本、西部日本の各協会）も公認するが、21世紀に入ってからは西部日本の若干のケース除きほぼ行われていない。6回戦でタイトルマッチが実施される場合も多く、王者がJBC日本ランク入りした時点で自動返上となる。

### ジムの管理
JBCは統括機構であるため、プロボクシングジムの管轄も行う。つまり「JBC・各日本協会に加盟したジムでないとJBC管轄下のプロボクシングの試合は行えず、また所属する選手もJBC管轄下のプロボクサーとして認定されない」ということになる。もちろん選手の認定には、選手本人のライセンス取得などが必要であるが、このライセンス自体がJBC・各日本協会加盟ジムにしか発行されていない。なお、アマチュア専門のジムやボクササイズなどスポーツ向けジムの中にはJBC・各日本協会に加盟しないジムも多数存在する。

### 選手の管理
JBCはジムと同様に選手の統括も行っており、上述のランキング認定に加えて「プロボクサー」の認定も行っている。プロボクサーになるためには上述の条件を満たしたジムに所属し、JBCが開催するプロテストに合格する必要がある（ただし、合格すれば即日本ランキングに入れるわけではなく、東洋太平洋や世界を含めて、ランキング入りの基本はランカーを破ることである）。また合格してプロボクサーとして活動している選手に対しても、JBCが定めた条件によって試合出場禁止、引退勧告、ライセンス剥奪などを行うことがある。
主な条件は、
- 出場禁止 - KO・TKOによる敗戦から90日以内の選手（ただし、TKOの場合は医師の診断によって短縮される）。
- 引退勧告 - プロボクサーとしての試合が困難な特定の疾病に罹患したり、一定の年齢に達した場合（ただし、網膜剥離に罹患した辰吉丈一郎や制限年齢に達した西澤ヨシノリのように特例で認定される場合がある）
- ライセンス剥奪（正確な名目は資格取消、無期限停止） - 長期間プロボクサーとしての活動（試合）を行わない場合、社会的に許されざる重い罪を犯した場合、他の格闘技団体や同じプロボクシングでも「一国一コミッション」の原則に反して設立された団体（代表例としてIBF日本）に関与・参戦した場合（初代IBF世界バンタム王者新垣諭を筆頭にIBF日本関係者は2013年4月1日JBCのIBF加盟で名誉回復可能に）。

## ボクシング協会との関係
全体をまとめる組織としてJBCとは別に国内のボクシングジムによる組織である首都圏の東日本ボクシング協会を始めとした各地の日本協会、それらをまとめる日本プロボクシング協会（JPBA）が存在し、JBCと協会は互いに独立している。JBC設立前には「全日本ボクシング協会」なる組織が統括しており、JBC設立の際に事実上吸収される形で解散したが、1957年に「プロモーター協会」「マネージャー協会」「オーナー・クラブ」が相次いで発足され、1962年にこれらが統合されて「日本ボクシング協会」を設立、その後「全日本ボクシング協会」を経て2000年3月「日本プロボクシング協会」と改称されて現在に至っている。
日本国内のプロボクシングにおいて、JBCがライセンスやランキング、ルール面、JPBAが興行や育成面を分担している。一方、各日本協会に加盟するにはJBCに認められたジムであることが条件となっている（ジムを運営するJBCクラブオーナーライセンス保持者名義で加盟）。
また、協会長及び各地区協会会長、その他一部役員はJBCにおいては評議員として加わっている。
なお、日本プロスポーツ協会にはJPBAが加盟している。

## JBCライセンス
JBCが定めるライセンスの種類は以下の通り。
- クラブオーナー
- マネージャー
- プロモーター
- トレーナー
- セコンド
- マッチメーカー
- ボクサー
技量に応じてA・B・C級に分かれる。クラスにより出場可能なラウンド数が変化する。
- レフェリー
ボクサー同様A・B・C級に分かれる。
- タイムキーパー
- インスペクター（進行）
- アナウンサー
- ドクター

同一人が2種類のライセンスを所持することはできない。ただし、クラブオーナーがプロモーターまたはマネージャーを兼ねることはできる（3種類を兼ねることはできない）。また、トレーナーがセコンドを兼ねることはできる。

## JBCルール
JBCが定める公式戦のルール。現ルールは2016年に改正された。なお、国際タイトルマッチについてはタイトル管理団体ルールに則る。
- 1ラウンドにつき男子は3分、女子は2分。ラウンド間の休憩は1分。休憩時間は前ラウンドに含まれる。
- ラウンド数は4回戦・6回戦・8回戦・10回戦（特例として5回戦もあり）。日本選手権試合は10回戦、日本ユース選手権試合は8回戦、日本女子選手権試合は6回戦とする。
- 審判は3人制または4人制（近年の主審はレフェリングに専念の改革により、OPBFタイトルマッチの指名戦か決定戦で招聘外国人選手側が拒否しない限りは4人制がほとんど）。3人制の場合、レフェリーも採点を行う。
- フリーノックダウン制（2015年まではスリーノックダウン制、4回戦はツーノックダウン制）。
- 採点は以下の4項目を基準とする。
  1. クリーン・エフェクティブ・ヒット（有効打）
  2. アグレッシブ（攻撃の積極性）
  3. ディフェンス（防御）
  4. リング・ゼネラルシップ（試合運び）
- 採点は10点法（テンポイント・マスト・システム）として、ラウンドごとに以下の5段階で評価する。
  1. 10-10（互角）：近年は避ける傾向にある。
  2. 10-9（若干のリード）
  3. 10-8（ノックダウン）
  4. 10-7（グロッギー）
  5. 10-6
- 偶然のバッティングにより試合続行が不可能となった場合、試合前半（10回戦は第4ラウンドまで）は引き分け、後半（同5ラウンド以降）は採点を行う。ラウンドの途中で停止された場合、そのラウンドも採点される。
- 2014年チャンピオンカーニバルにて公開採点制度を試験導入。公開は5回終了後とする[41]。

## 課題
JBCおよび日本のプロボクシングが抱える課題としては主に下記のものがあり、JBCを含めた関係者によってしばしば協議されている。

### 重量級の認定
上述の通り、JBCでは2009年までスーパーミドル級以上のランキング認定を行っていなかったが（過去にヘビー級を認定した時期もあったが、片岡昇が王座になったのみで、その後はJBCの預かりとなっていた）、実際に同級以上の選手が全く存在しないわけではなかった。
しかし彼らはランキング認定までは、日本でプロボクサーとして活動することができなかったため、西島洋介のように海外で活動してWBA・WBC・OPBFのいずれかにランクインするか（西澤ヨシノリやクレイジー・キムのようにOPBFに戴冠した例はあるが、WBCとWBAのスーパーミドル級以上を制した日本人はいない）、プロ以外の手段でボクサーとして活動するかしかなかった。
現在の日本人の体格では、ヘビー級で十分なランキングを作れるほどボクサーが集まるとは思えないが（そうした人物は他の格闘技で活躍する傾向にある。2007年のヘビー級登録はわずか2人であった）、スーパーミドル級やライトヘビー級に関してはしばしばランキングの認定を要望する声が上がっている。日本人の体格はヘビー級が廃止された時よりも、平均身長で8センチ程度伸びていて、寺地永（189センチ）など過酷な減量を強いられていた選手もいた。これについては、稀にオケロ・ピーターのように海外から重量級の有望選手を獲得できても、ジムに海外でのコネクションが無いためランカー戦や世界戦の交渉をまとめられず、ようやく実現しても既に選手としてのピークを過ぎてしまっている、という弊害もある。日本人においても竹原真敬がヘビー級で活動しているが、対戦相手が見つからず長期間のブランクを強いられ、最終的にJBCライセンスを手放してオーストラリアへの転籍を余儀なくされた、ということもあった。ただし、こうした弊害は弱小ジムでは中軽量級においても見られる現象で、帝拳プロモーション代表本田明彦など有力プロモーターの助力を仰ぐ形でようやく実現する、といったマッチメイクも少なくない。
だが、2008年11月に東日本ボクシング協会がヘビー級活性化へ向け、日本タイトル復活をJBCに働きかけることを検討した。12月の日本プロボクシング協会理事会の承認を経て、JBCへ要請したものの、具体案がないことから一度差し戻された。2009年2月9日、東日本協会内で特別委員会が設置され、具体案を検討した上で改めて提出。12月8日に重量級を対象とした第1回プロテスト実施、2010年のマッチメイクを目指した。ヘビー級復活に併せて当初よりランキング作成されていなかったスーパーミドル級からクルーザー級までも設置する方向となった。そして2011年、K-1ヘビー級で活躍した藤本京太郎のプロボクシング転向もあり、日本ランキングが復活。この際に上記の竹原も日本へ復帰を果たした。さらに2013年7月25日、藤本京太郎と上述のオケロ・ピーターとで日本ヘビー級タイトルマッチが開催、藤本が56年ぶりの日本王者に輝いた。

### IBF・WBOへの加盟
JBCでは世界王座認定団体のうち、WBA・WBCに加盟してきたが（OPBFはWBCの下部組織）、世界規模では国際ボクシング連盟（IBF）と世界ボクシング機構（WBO）を合わせて主要4団体とされている。そのため、世界王座を獲得するチャンスを増やすためにも、JBCはIBF・WBOに加盟するべきとの声がしばしば上がっていた。JBCは「世界王座の乱立は好ましくない」としてそうした意見を退けていたが、WBCも発足当初は加盟を拒否していた団体であった。
その後、高山勝成を始めIBF・WBOの世界王座挑戦の機会を求め、国内ライセンスを放棄して海外に拠点を移す選手も目立つようになり、非加盟のままではIBF・WBOへの挑戦を希望する選手の海外流出が加速し、現行のクラブ制度が崩壊しかねないとの声も関係者内で広がっていた。西日本ボクシング協会は2010年10月にIBF・WBO両団体への加盟を申し入れることを表明した。10月30日の日JPBA定例理事会で協議されたが、継続審議となり、12月23日に改めて検討されることになった。これによりIBF・WBO加盟問題について初めて本格的な議論が持たれた。協議の結果、「世界王座の権威を保つ」と言う前提も含め、WBA・WBCとの統一王座に限定して王座挑戦を認める方針を示し、2011年2月に決定された。ただし、認められたのはあくまでも統一戦を行うことであり、防衛戦については当面認められなかった（当時事務局長を務めていた安河内剛は展開次第で、まず海外で防衛戦、そして国内防衛戦と段階を踏んで許容していく見通しであるとの見解を示していた）。この規定に先立つ2010年4月30日、当時WBC世界バンタム級王者の長谷川穂積（真正）とWBO世界同級王者フェルナンド・モンティエル（メキシコ）の「事実上の統一戦」が実施された。この時は長谷川が勝利した場合WBO王座は即返上することになっていたが、長谷川が敗れたためモンティエルが統一を果たした。また規定成立後の2012年10月13日には、WBC世界スーパーバンタム級を長期防衛し名誉王者に認定された西岡利晃（帝拳）とWBO世界同級王者ノニト・ドネア（フィリピン）とのWBCダイヤモンドベルトとWBO王座の統一戦がアメリカで実施。こちらも西岡が勝利の場合はWBO王座を返上する予定だったが、ドネアに敗れた。結果としてIBFとWBO認定前の統一戦はこの2例のみで、日本国内での正式な統一戦は実現しなかった。
2013年2月18日、JBCは同年4月1日付でIBF・WBOに加盟し、両団体の下部王座は認めない（当時WBAの下部王座であったパンアジアボクシング協会も今日まで認められていない）が、世界戦に限っては認可することを発表した。これに伴い、JPBAは主要4団体の世界挑戦において、日本国外での挑戦や指名挑戦者としての挑戦を除き、元世界王者あるいは日本・東洋太平洋王座獲得経験者（1990年代にも内規として世界王座挑戦に当たり「日本王者として指名試合をクリア」を義務付けていた時期があった）、アマチュア三大国際大会（オリンピック、世界選手権、プレジデントカップ）3位以内入賞経験者以外の挑戦は認めないこと、世界挑戦が決まった日本王者は予め王座を返上すること（東洋太平洋については以前よりOPBFが世界挑戦あるいは挑戦者決定戦出場が決まった際に返上を義務付けている）、国外での挑戦の場合はMRIを受診し健康面で問題がないことを証明することを内規として義務づけた。
2団体への加盟を受け、2009年にJBCを離脱しIBF世界ミニマム級王座に挑戦を続けていた高山勝成が2013年7月12日、2012年にWBO世界ミドル級王座挑戦のためJBCを離脱した石田順裕が2013年3月15日にそれぞれJBCへ復帰を果たした。なお高山はIBF加盟の前日である2013年3月30日にIBF王座を獲得、日本復帰によって初のJBC認定IBFチャンピオンとなった。ただし、高山の知友でもある山口賢一や、未公認時代にIBF王座を獲得した新垣諭のように、JBCへの復帰を申請していない選手、元選手も存在する。
IBF・WBO加盟以降も世界王座以外は認めていなかったが、WBOアジア太平洋王座のみJPBAからの要求に応じて2016年よりタイトルマッチの国内開催を認可することになった。ただし、当面は王座の正式認定は行わず、各試合を検証したうえで王座認定の是非を判断することになった。そして2017年8月より正式承認に至った。なおWBOアジア太平洋王座経験者の世界王座挑戦資格はWBOに限り認める。

### WBA・WBC王座の扱い
上記のIBF・WBO問題にも関連するが、近年ではWBA・WBCが認定する王座の扱いについても議論が増している。
その理由として両団体とも暫定王座の粗製乱造やスーパー王座・シルバー王座創設などを進めており、その結果として他団体不認可の前提である「世界王座乱立の防止」という建前は脆くも崩れてしまっている。これもIBF・WBOへの加盟論議を進めるに当たってひとつの問題として提起されている。
現在、JBCでは、WBA・WBC公認であっても世界王座以外の王座（インターナショナル王座・ユース王座など）を認めていない。ただし、WBCユース王座については若手育成面のメリットも考慮し2011年に条件付で解禁されている。
一方、暫定王座についてはこれまで正規王座同様に世界王座として認めてきたが、今後は認めない方向で検討に入ることとなった。特にWBAの王座乱立は著しく、2011年2月時点で17階級中10階級で「暫定王座」が存在するという異常な状態であり（安河内剛事務局長も不満を示し、抗議文を提出したことがある）、スーパー王座もその基準が曖昧になっている。2011年2月28日以降、WBAの暫定王座を世界王座として認めない方針を固めている（過去のWBA暫定王座記録は残る見通し。一方、WBCについては従来通り。またIBFは極力暫定王座を認定しない方針を掲げており、WBOについては現状では暫定王座を認めない意見は出ていない）。2013年8月1日、江藤光喜が非公認決定後後初のWBA暫定王座獲得者（フライ級）となった（同年11月29日の初防衛戦で陥落）。

### 女子の解禁
2007年まではJBCでは女子の試合を認めておらず、国内では当初は高築正子を筆頭に全日本女子格闘技連盟が、同連盟自然消滅から20年近く経過しキックボクシングジムを母体に1999年に設立された日本女子ボクシング協会が統括していた。昨今の女子格闘技ブームの流れに影響され、女子ボクシングも活発化しているもののJBC認定でなかったため正規の「プロボクシング」とは見なされておらず、女子ボクサーはキックボクシングやアマチュアなどのジムに所属するか、あるいは小関桃のように海外で活動するか、菊川未紀のようにJBC公認ジムに所属していても試合では架空のジム名を名乗っていた。
ところが近年はWBCおよびWBAが女子の部門を設立し（日本人も菊地奈々子がタイトルを獲得している）、世界各国のコミッションも女子ボクシングを認める方向に傾いてきており（韓国などでは既に認定している）、国内でも女子を認めるべきとの声が多くなった。このような状況の中で、2005年12月、東日本ボクシング協会がJBCに女子の解禁を要請したことを受け、JBCは女子の解禁について検討を開始した。
2007年11月20日のJBCと日本プロボクシング協会の合同検討委員会おいて女子にライセンスを発効することを認め、2008年2月に第1回プロテストを実施することを発表した。受験年齢は32歳までとしているが、経過措置として1年間は32歳を超えていても実力を認められた選手の受験を認めることになった。また、胸部や骨盤を守る防具の着用、妊娠検査受診や生理問診票提出など、女子選手の安全を考慮する形になった。
また、女子のみのルールとして1ラウンドを2分間とし、女子のみの階級としてアトム級（46.2kg以下）とミニフライ級（47.6kg以下）を設置する。日本タイトルマッチは8回戦で実施することも決められた。
ただし、女子選手でも協会に加盟しているジムに所属せねばならず、国際女子ボクサー協会（IFBA）世界スーパーライト級チャンピオンのライカなどの女子選手の多くは協会非加盟のジムに所属していたため、加盟ジムに移籍するか所属ジムが協会に新規加盟しない限りプロテストを受験することができなかった。ライカの所属する山木ジム（現山木ボクシングジム）は、女子選手育成の実績が高いことから加盟料免除でに加盟することとなった。
また、JBCの認定する世界王座は男子同様WBAとWBCのみ（後にIBF・WBOも）であるが、IFBAや女子国際ボクシング協会（WIBA）を始めとする女子限定のタイトルの方が歴史が長く権威も上回るため、これらのタイトル認定についての議論も起こっている。
さらに選手数不足も大きな課題であり、日本ランキングについても作成が未定な状況となっている。2010年よりジム練習生を対象とした準公式戦「女子ボクシング プロトライアルマッチ」を実施しており、一定の勝利を収めればライセンスを得ることができるようにしている。また、2013年に上述の通り世界王座挑戦資格が改められたが、女子は日本王座が設けられてないこともあり、適用されない（当該事例として山田真子は韓国で2014年2月にWBO王座奪取したが、黒木優子は同年5月に大阪でWBC王者安藤麻里に挑戦することが発表された）。2017年5月9日に日本女子育成ランキングを作成し、年内の日本女子王座承認を目指す。

### 他競技との関係
K-1・PRIDEを始めとする新興格闘技の人気上昇に伴い、近年はボクシング引退後に他の格闘技へ転向する選手も多くなっている（中には天田ヒロミのようにアマチュアのボクサーがプロボクシングを経由せずK-1などに参戦するケースも見られる）。しかし、これらの選手の多くはボクサー時代に心身ともにダメージを受けており、その上で格闘技の激しい試合をすることは健康上からも非常に危険と判断されている。
さらに現状では転向先での成績が振るわないため（基本的にピークが過ぎた選手がでているのである意味当然である。）、このままでは伝統のあるボクシング界の権威が損なわれると言う懸念の声も多くなった。2005年10月に元日本王者の鈴木悟と大東旭がK-1で敗北したことが問題となり、これを受けて西日本ボクシング協会は2005年12月1日より、同協会に所属した元ボクサーが他のプロ格闘技に出場した場合、ジム運営やトレーナー、マネージャーなどでのボクシング界復帰を認めない（永久追放）とする流出防止策を施行。日本協会傘下の他協会にも同調するように働き掛けているが関係者の間で賛否両論があり、他協会やJBCは慎重な姿勢をいまだ崩していない。
一方JBCは「黒い霧事件」以降プロ格闘技選手の掛け持ちでのライセンスを認めていないが、東日本ボクシング協会の新会長に就任した大橋秀行は、これらの選手に対して競技活動を継続しながらのプロテスト受験を認めるプランを発表した。まず、選手層の薄い女子と重量級から掛け持ちを認めるという方針を示している。
掛け持ちを禁ずる方針は日本と韓国が顕著であり（韓国でのケースは池仁珍の項を参照）、他国ではムエタイが盛んなタイを始め、キックや他の格闘技との同時進行は珍しくない。
WBCでは2005年よりムエタイ部門を設立し、他の主要団体も追随しているものの、JBCではこれについて一切関与しておらず、WBCについてはジャパン・プロフェッショナル・ムエタイ・コミッティ（JPMC）などJBCとは無関係な組織によって認定されているが、現在のところJBCはこれについて特に排除する動きはない。
また、その後の総合格闘技全般の興行不振や団体の崩壊もあり、上述のようにK-1選手だった藤本京太郎がプロボクシングに転向する、従来とは逆の流れも見られるようになった。キックボクサーの久保賢司も、2012年にプロボクシングに転向した。女子でもキックボクサーの吉田実代が2014年にプロボクシングに転向し、2019年にはWBO女子世界スーパーフライ級王座を獲得した。
2019年8月22日、日本協会はJBCの協力の下「他競技・類似イベントに関する全国集会」を開き、戦績やKO負けの実態が確認できる他競技の団体に付いては選手層の薄いヘビー級及び女子に限り相互に受け入れを可能にしたり、主要団体のムエタイ部門への参加などが検討されている。

### 経済支援
現在、日本のプロボクサーを取り巻く経済状況は必ずしも恵まれたものではない。例えば日本チャンピオンのファイトマネーは、もちろん選手個人の人気にもよるが1試合当たり100万円程度である。そのうち33%を超えないマネージメント料を所属ジムに収めるなどの規定があるため、名門大手ジム所属でなければ選手本人の取り分は1試合につき平均60 - 70万円程度以下であるといわれる（他競技の例では、たとえば大相撲で関取の最下級である十両力士の月給が103万6000円、年寄名跡を取得できた場合の定年は65歳で70歳までの再雇用がある）。
周知のようにボクシングは基本的に頭部を集中的に狙い、倒すという競技の性格上、他の格闘技と比べ、心身を非常に消耗する（健康を損ねる）競技であり、特に選手のレベルが上がるチャンピオンクラスでは試合数を年間2 - 3試合程度に抑えるのが一般的である。つまり、日本チャンピオンといえどもファイトマネーのみで生計を成り立たせるのは極めて難しく、ほとんどのチャンピオンや選手は他に副業を持っている。これは現在の日本でボクシングが多くの客を呼べない＝金にならないからであるが、それゆえ星野敬太郎以降セレス小林や長谷川穂積など、現役の世界チャンピオンであっても副業を持っている例もある（彼らは必ずしも生活維持のためだけではないが）。
しかし当然ながら副業による心身の消耗も考えられ、愛好家や関係者らからボクシング人気の復活とともに選手の経済的な負担を軽減する要望が上っている。この事情は選手が所属するジムも同様で、2007年6月には井岡弘樹や山口圭司、高山勝成らを輩出した大阪の名門・グリーンツダジムが経営危機に陥っていることが明らかになった。また、白井・具志堅スポーツジム会長だった具志堅用高はジムの資金稼ぎのために太田プロダクションと契約して本格的にタレント活動を開始したが、多忙を極めたためジムで練習を見る時間が取れなくなり、2020年7月にジムの閉鎖に至った。
副業に関しては選手の間でも賛否両論ある。元WBA世界スーパーフライ級王者河野公平は日本王座奪取までアルバイトを経験しているが、「くたくたになって練習するよりボクシングに集中したほうがいい」という理由でボクシングに専念。一方同級の元WBC世界王者佐藤洋太は「今までの生活を崩して、歯車が狂うのが怖い。仕事を辞めたら遊んじゃいますよ」と引退までアルバイトを継続していた。

### 再就職支援
選手のこうした経済事情は引退後のいわゆるセカンドキャリアも同じで、ジム経営やトレーナーなどプロボクシングに関わる業務は人員が限られるため、他の実業を営むケースが多くなる。しかし一般にプロボクサーは10代でデビューする者が多く、大学卒業資格や技術資格を取得している者も少ないため、一般企業への再就職は困難な場合が少なくない。
そうした事情を鑑み、JBCでは2007年に安河内剛事務局長が中心になり警視庁の警官採用説明会を実施した。これはプロボクサーとして培った充実した体格を生かせる場として考えられたもので、警視庁サイドの反応も良好なものと言われている。JBCでは今後、一般企業にも方針を拡大して引退後の再就職をバックアップするとしている。

### 暴力団排除
プロボクシング界と暴力団とのコネクションは以前から根強くささやかれている。渡辺二郎のように引退後に裏稼業に身を投じる者も少なからずいるほか、主に世界戦などでリングサイドにそれとおぼしき人物が陣取っている光景は、もはや風物詩ともいえるほど見慣れたものでもある。そこからテレビ中継などで一般視聴者に与えるイメージは好ましくないものであるとして、2007年4月にJBCと協会は警視庁と合同で、試合会場から暴力団を排除する声明を発表した。同年5月3日に有明コロシアムで開催されたトリプル世界戦では一定の効果があったとして、今後も対応を継続する方針である。

### 亀田家問題
2006年9月27日に行われた、亀田大毅の試合終了後において、父親でありトレーナーである亀田史郎が会場の後楽園ホールにおいて息子に対しての観客のヤジに怒り暴力騒動を起こし後楽園ホールの所轄である警視庁富坂警察署が関係者に事情聴取を行うという異常な事態にまで発展した。これに対し史郎トレーナーらにJBCは厳重注意処分を行った。
次に、2007年3月24日に行われた、亀田興毅対エベラルド・モラレス戦においてレフェリーを務めた浦谷信彰に対し史郎トレーナーが暴言を吐き、浦谷がライセンス停止を含む厳正な処分を求める要望書を提出、これについて史郎トレーナーが謝罪したためJBCは厳重注意処分とした。
今度は、2007年10月11日に行われた、亀田大毅対内藤大助の試合で、大毅が内藤を試合中に繰り返し悪質なサミング・投げ飛ばす（レスリング行為）などといった反則行為を行い、それに加えセコンドの興毅の「目を狙え」といった発言をテレビカメラに撮られたり、史郎トレーナーが再度恫喝騒動を起こしたりなど、問題となった。その後、史郎トレーナーはセコンドライセンス無期限停止処分を科された。2008年に亀田兄弟は協栄ジムを離脱し、新しい会長を据えて設立された亀田ジムに所属。
2010年2月頃に史郎の処分解除へ向けて東日本協会が賛成多数で可決してほぼ確実とされていたが、3月28日の亀田興毅対ポンサクレック・ウォンジョンカム戦後に史郎トレーナーが再び恫喝騒動を起こし、ライセンス資格取消（事実上の永久追放）に至った。それ以後、史郎は兄弟にトレーナーとしてもセコンドとしても着くことはできなかったが、2013年8月1日にフィリピンで実施された亀田和毅のWBO世界バンタム級タイトルマッチでは、国外の試合でJBC規定が適用されないため、セコンドについた。また亀田大毅が2013年9月3日に国内でIBF王座に挑戦することになり、2013年8月3日に「日本でセコンドにつきたい」とJBCへ復帰を申請した。結局は試合までにJBCから復帰が認定されることはなかった。2014年2月、昨年12月の亀田大毅の統一王座戦に絡んだ「負けても王座保持問題」に絡み、亀田ジムはライセンスが取り消されている史郎の影響力が大きいことが問題視されて亀田ジムの会長とマネージャーのライセンス更新が拒否され、史郎の影響力が排除されたジムでないと亀田兄弟は事実上日本国内で活動できないことが報じられている。
一方、亀田興毅ら3兄弟側がJBCから受けた処分を受けたことを争う裁判では2022年2月24日、東京高裁がJBCの処分は違法との判断を下し、JBCとその理事らに約1億円の賠償を命じた。

### 安全面及び年齢の問題
ボクシングは頭部への打撃を浴び続けることで脳への障害も懸念されており、安全面への対策も課題に挙がっている。日本国内ではライセンスが原則37歳の誕生日で自動的に失効になるコミッションルールが長年適用されていたが、日本以外では同様のルールを定めているケースはほとんどないなどの理由で、かねてから撤廃が検討されていた。2023年7月19日付けでJBCはコミッションルールを改正して37歳定年制は廃止された。
1980年代半ばに、プロテスト受験者への頭部CT受診を追加し、2007年春よりプロテスト受験年齢の上限が30歳未満から33歳未満に引き上げられ、30歳以上の受験者にはCTに代わりMRI受診が義務付けられている。
しかし、2008年に入り張飛らがリング禍に遭い死亡し、加えて辰吉丈一郎が37歳定年制に伴い引退勧告を受けたにもかかわらず、タイに渡り試合を強行したことで議論が増している。
なお西澤ヨシノリは定年を超えても現役続行を志願し、40歳を超えて海外での試合と日本では未公認のマイナー団体の世界王座を獲得、2013年8月5日に47歳で引退するまで現役を続けた。

### 若年層育成・普及
海外では「キッズボクシング」と呼ばれる中学生以下の年代による競技会が開催されており、幼少期よりボクシングに慣れ親しむ環境にある。そのためトップボクサーの多くは、10歳前後までに競技を始めており、キッズボクシングからジュニアを経てオリンピックなどアマチュアで好成績を収めてプロ転向、あるいは若いうちにプロデビューを果たしている。
一方、日本では昭和30年代に野口ジムが中心となって「日本ベビーボクシング育成会」を運営し、西城正三らを輩出したが、その後は中学生以下が競技に触れたり練習の成果を確かめる機会は少なくなっていた。10代前半またはそれ以前からボクシングに親んでいる選手は長谷川穂積、亀田興毅、粟生隆寛らがいるが、彼らは父親がボクシングに携わっていたなど競技に親しみやすい環境にあったことに起因している。アマチュア経験無関係に中学卒業後より競技を始めた選手が多く、世界王座経験者でも25歳からの輪島功一の例があり、田島吉秋に至っては28歳でプロデビューしている。それに対して相撲、柔道、レスリングなど他の格闘技は幼少期から競技に触れる環境が多く、小川直也のような例外もあれど10歳前後までに競技を始めた選手ほど実績を残す傾向にある。
そんな中、近年では全国ちびっ子ボクシング大会を初めとする中学生以下を対象とした大会も行われるようになり、2008年からはJPBA主導で全国U-15ジュニアボクシング大会（2018年よりジュニア・チャンピオンズリーグ全国大会）を開催しており、この大会から井上尚弥らプロボクサーも輩出している。一方でアマチュアも2009年以降「アンダージュニアボクシング（当初は幼年ボクシング）」と称した小中学生対象の大会を開催する方向となった。しかし、安全面などの課題も少なくない。

### プロアマ問題
日本ボクシング界において長年の間懸念されている事象として「プロアマ問題」がある。
一般的な他のスポーツ競技では、アマはプロになるための登竜門的な意味あいがあるが、メダリストがプロに転向することが多いアメリカ等の諸外国とは違い、アマ組織とプロ組織の連係がほぼ皆無という特殊な状況に日本ボクシングは置かれている。また、これは日本だけの問題ではないが、ボクシングはアマとプロではルールや勝敗、優劣のつけ方が全く違う点もある。
戦前のオリンピック派遣を巡りプロ（大日本拳闘会など）とアマチュア（全日本アマチュア拳闘連盟）の間で衝突が起こり、以来長らく断絶状態が続いている。これはアマチュア側がプロのオリンピックなどへの出場を嫌ったことで、プロ経験者のアマチュア活動を拒否するようになった経緯がある。
1990年代以降、特にプロ嫌いとして知られていた川島五郎体制下で顕著となり、アマチュア側はプロとしての選手経験のみならず、プロ関係者と接触したり何らかの形でプロと関わった人物も含め、原則として門前払いにしており、プロ経験のあるアマチュア指導者がセコンドに入れないなど多くのトラブルも生んでいる。他競技よりも徹底したアマチュアイズムを現在も貫き通しているため、プロ関係者や一部アマチュアジムの間では「やり過ぎ」の声も多く、アマチュア側の歩み寄りが求められている。
2010年に入り、アマチュア界の重鎮でプロ選手を多く育成した山根明の日本アマチュア連盟副会長就任パーティーにおいて、山根と（学生時代にアマチュア経験のある）大橋秀行JPBA会長が席上で握手を交わして以降、プロアマの雪解けが進んでいる。これまでに多田悦子や名城信男らがアマチュアと公開スパーリングを行っており、大会運営や日本代表の活動などで協力を約束している。2011年からは引退から3年が経過した元プロ選手のアマチュア指導を解禁する方針を打ち出した。これを受けて、同年に適用第1号として赤井英和がアマチュアボクシングの指導資格を取得、不祥事により活動を休止していた母校・近畿大学ボクシング部の活動再開にあたって総監督に就任した。
海外では元プロ選手のアマ転向を認める国こそ中国など少数であるが、指導者ライセンスをプロアマ一本化していたり、プロ興行内でアマチュアエキシビションを開くなど一定の交流が認められている国は少なくない。一方、アマチュアの国際組織である国際ボクシング協会 (AIBA) ではプロ大会「ワールド・シリーズ・オブ・ボクシング」を開始しているが、日本からの参加についてはプロアマとも現在のところ特に言及していない。
2012年ロンドンオリンピックで、ボクシングでは48年ぶり2人目となる金メダルを獲得した村田諒太（ミドル級のメダル獲得は日本初）は当初、プロ転向を否定しアマチュアの指導者を続ける目標を語っていた。しかし2013年には正式にプロ転向を言明し、ライセンスを取得。このことが山根らアマチュアボクシング界から強い反発を受け、村田は日本アマチュアボクシング連盟（現:日本ボクシング連盟）から満場一致での（アマチュアとしての）引退勧告を受けた。アマチュアボクシング界からは「雪解けに水を差す事態だ」と村田を引き抜いたプロボクシング界へも激しい批判が飛んだ。
2013年2月3日JABF総会にて、村田のプロ転向問題を受け、プロ側と紳士協定を結ぶ必要性が話し合われた。この前日にはJPBA大橋会長から「獲得したジムは連盟に強化費を寄付すべきだ」などと提案を受けていた。日本オリンピック委員会（JOC）からの委託金はあるものの、JOCが設置した第三者特別調査委員会の調査報告書によれば、強化費配分の基準となる2010年度の経常収益およびJOCによる2012年度の競技団体ランクでボクシング競技は五輪競技中で最低レベルの評価を受け、連盟の財政規模は5,446万円程度とされており、連盟は選手育成のため合宿・海外遠征に強化費を費やしている。連盟は、国の資金で強化した選手は連盟の財産であるとして、直接勧誘の禁止、選手の引退後の生活保証などについて内規を設ける方針を示し、同年5月26日の総会でアマチュア規則細則を定めた。この細則は同年7月1日から施行されている。登録選手はあらかじめ、アマチュアボクシング憲章、倫理規定、アマチュア規則、競技規則、アマチュア規則細則に従う旨の誓約書を提出し、またプロから勧誘されたり、対価を得て競技活動したりする場合には申請書を提出してJABFの承認を得る必要がある。その後、7月11日開催の緊急執行部会で、アンダージュニア（小学生・中学生）の登録選手には誓約書の提出を求めないことを決議した。
2018年、山根が一連の不祥事によりJABF会長を辞任。その後任として就任した内田貞信新会長は一転してプロアマ問題の解決を進めることを表明。まず、11月1日に行われたプロ協会の臨時理事会にてプロアマ間の協議を進めることを発表し、合わせてプロアマ問題に関する対策委員会を設置し、委員長に内田会長と近大ボクシング部の同期であるRK蒲田ジム会長柳光和博が就任。20日に初のプロアマ協議会が開かれ、その中で山根時代に規制されていたプロジム所属選手のアマチュア主催大会への出場の解禁を始め、オリンピック競技存続へ向けた協力関係の構築などが議論された。
それに先立ち、10月16日にJABFは2020年東京オリンピックを目指していた元プロ世界王者高山勝成のアマ登録を認めることを発表した。

### ランキング
JBCが認定する日本ランキングは、前述の通りA級で勝利を挙げた選手を対象に作成されるが、（世界タイトル挑戦権を得られる）WBA・WBC15位以内にランクされると除外される。
1990年代前半までは特に問題視されることはなかったが、1990年代後半に入ると世界ランカーにも日本タイトル挑戦を認めるべきとの声が高まり、世界ランカーにも挑戦権が認められるようになった。しかし、これが結果的にチャンピオンカーニバルの王座挑戦権が日本ランキング1位より世界ランカーが優先され、日本ランキングの存在意義が問われるようになった。
また、先述するIBF・WBO加盟の議論においても、両団体を認定すると、層が薄い階級で日本ランキング作成が困難になるという状況になりかねないことが加盟に対して慎重になる要因のひとつとされている。
これらの問題点からJBCでは世界ランカーも日本ランキングに残すべきだという意見も目立つようになった。
2013年10月度からはそれまで各階級最大12位だった日本ランキングを15位まで拡大し、合わせて世界ランカーも日本ランキングに含めるようにしている。
2015年8月度からは日本王座挑戦権に対する優先順位を明確にするべく、世界王座を目指すため日本王座に挑む意思がない選手を日本ランキングから外す「保留選手リスト」が設けられた（再ランキング申請は可能）。
2018年4月度からは保留選手枠に代わり「世界ランカー枠」が設けられ、世界王者、地域王者、世界ランカー以外の選手は自動的に日本ランキングに組み込むよう変更された。